# Antonio Giraudo
Antonio Giraudo (ur. 11 stycznia 1946 Montevideo), był dyrektorem Juventusu od lipca 1994 do maja 2006. 
Antonio Giraudo i Luciano Moggi, byli twórcami sukcesów ostatnich 12 lat. Głównym projektem zasponsorowanym przez Giraudo był zakup i odnowienie Stadionu Alpejskiego, Antonio Giraudo podpisał także liczne kontrakty, które pozwoliły wejście kapitałowi Galileo Ferraris.